# Walter William Spencer Cook
Walter William Spencer Cook (Boston, 1888 — vaixell que feia recorregut Barcelona-Nova York, 1962) va ser un hispanista, medievalista i historiador de l'art nord-americà. Se li sol citar com Walter W. S. Cook o simplement com Walter Cook.
Va estudiar en la Phillips Academy i a la Universitat Harvard després de participar en la Primera Guerra Mundial. Amb el Archaeological Institute of America va investigar a França i Espanya. Es va doctorar amb un estudi de la pintura romànica catalana, dirigit per Chandler R. Post (Romanesque Panel Painting in Catalonia, Harvard University, 1924). Del mateix any és la seva monografia The Stucco Altar-frontals of Catalonia (Princeton University Press).
Des de 1926 va ser professor de la New York University, on va fundar el Institute of Fine Arts (1932) i va ser chairman del departament de Belles arts (1929). Va tenir un paper destacat en la introducció de l'escola germànica de la historiografia de l'art als Estats Units. A Espanya, va ser membre de l'Institut Amatller d'Art Hispànic (Barcelona), membre corresponent de l'Institut d'Estudis Catalans (1946), de les acadèmies de Bones Lletres (1954) i Belles arts de Barcelona, de la Societat Arqueològica Lul·liana (Mallorca) i director corresponent del Centre de Cultura Valenciana. Se li va confiar, al costat de Josep Gudiol, un tom d'Ars Hispaniae, sent dels pocs autors estrangers en aquesta prestigiosa publicació.